# Чемпионат мира по фехтованию 1938
Чемпионат мира по фехтованию 1938 года прошёл в городе Пьештяни (Чехословакия).

## Общий медальный зачёт
| Место | Страна             | Золото | Серебро | Бронза | Всего |
| ----- | ------------------ | ------ | ------- | ------ | ----- |
| 1     | Королевство Италия | 4      | 3       | 2      | 9     |
| 2     | Франция            | 2      | 2       | 2      | 6     |
| 3     | Чехословакия       | 1      | 1       | 1      | 3     |
| 4     | Швеция             | 0      | 1       | 0      | 1     |
| 5     | Бельгия            | 0      | 0       | 1      | 1     |
| 5     | Нидерланды         | 0      | 0       | 1      | 1     |

## Медалисты

### Мужчины
| Дисциплина                  | Золото                                                                                                   | Серебро | Бронза |
| --------------------------- | --- | --- | --- |
| Шпага Личное первенство     | Мишель Пешё                                                                                              | Эдоардо Манджаротти                                                                                         | Бернар Шмец |
| Шпага Командное первенство  | Франция · Пьер Битшен · Анри Брету · Анри Дюльё · Мишель Пешё · Бернар Шмец · Альберт Вольфф             | Швеция · Ханс Дракенберг · Густаф Дюрссен · Франк Сервелль · Карл Форсселль · Бенгт Юнгквист · Свен Тофельт | Италия · Карло Агостони · Роберто Батталья · Дарио Манджаротти · Эдоардо Манджаротти · Саверио Раньо                                   |
| Рапира Личное первенство    | Джоаккино Гваранья                                                                                       | Джорджо Боккино                                                                                             | Андре Гардер |
| Рапира Командное первенство | Италия · Джорджо Боккино · Джоаккино Гваранья · Ренцо Ностини · Густаво Марци · Джулиано Ностини         | Франция · Рене Буньоль · Жеан Бюан · Эдвар Гардер · Жан Кутт · Шарли Лион                                   | Чехословакия · Херварт Фрасс фон Фриденфельдт · Иржи Есеньский · Йиндржих Какос · Богуслав Кирхман · Зденко Рыбка · Франтишек Вогрызек |
| Сабля Личное первенство     | Альдо Монтано                                                                                            | Альдо Машотта                                                                                               | Джузеппе Перенно |
| Сабля Командное первенство  | Италия · Альдо Машотта · Густаво Марци · Альдо Монтано · Джулио Гаудини · Джузеппе Перенно · Мауро Ракка | Франция · Марсель Фор · Эдвар Гардер · Луи Тайандье · Жан-Франсуа Турнон                                    | Нидерланды · Виллем Дриберген · Антониус Монтфорт · Франсискюс Мосман · Жак Вандерводт · Франсискюс Питер ван Виринген                 |

### Женщины
| Дисциплина               | Золото       | Серебро          | Бронза        |
| ------------------------ | ------------ | ---------------- | ------------- |
| Рапира Личное первенство | Мария Шедива | Кармен Слабоцова | Дженни Аддамс |